# 甲酰化反应
甲酰化（英語：Formylation reaction）又称甲酰基化或甲酰化作用，是指将一个甲酰官能基加入到一个有机化合物中的化学反应。反之将甲酰基移除的反应称为脱甲酰作用或去甲酰化反应。蛋白质的甲酰化是一种翻译后修饰作用。

## 甲酰化有机反应
- 加特曼－科赫反应：通过亲电加成机制使得芳基甲酰化。
- 瑞穆尔－悌曼反应：通过卡宾机制使得芳基甲酰化。
- 维尔斯迈尔－哈克反应：通过亚胺正离子机理进行的活泼芳香烃的甲酰化反应